# Evert Strokirk (borgmästare)
Evert Strokirk, även Ewert Strokirch, född 1608 i Lübeck, död 1687/1689 i Filipstad, var en tysk-svensk rådman, affärsman och borgmästare.

## Biografi
Evert Strokirk var son till vågmästaren i Lübeck, Hans Strokirk, som enligt traditionen tillhörde samma släkt, Strokirk, som de adliga ätterna von Strokirch. Strokirk föddes Strokirk i Lübeck, men flyttade redan år 1620, vid 12 års ålder, till Filipstad i Värmland. I Filipstad tog han anställning, först som handelsexpedit, hos borgaren Peter Flygge och stannade hos denne till 1632. Därefter blev han borgare och handlande samt rådman i nämnda stad. Han valdes till Filipstads stads borgmästare vid mitten av 1600-talet. Antingen 1641 eller 1653.
Strokirk gifte sig år 1636 med Ingeborg (även känd som Engelborg) Skragge, dotter till borgmästare Håkan Svensson Skragge. Genom detta äktenskap blev han stamfader till flera inflytelserika industrimän och brukspatroner i östra Värmland. Bland dessa märks hans sons sonson, Elias Strokirk, samt hans son Jeppe Strokirk.